# 马来西亚卫生部
马来西亚卫生部（马来文：Kementerian Kesihatan Malaysia，简称 KKM；英文：Ministry of Health Malaysia，简称 MOH），是马来西亚主管卫生、医院、诊所、医疗、医药等相关事务的联邦政府部门，总部位于布城联邦行政中心。现任部长是来自希望联盟誠信党的祖基菲里·阿末。

## 组织架构
卫生部长为马来西亚卫生部的最高政务官，由马来西亚首相任命，并由1名同为政务官的副卫生部长辅助。
卫生部秘书长是马来西亚卫生部的最高事务官，并由2名副秘书长和1名卫生总监分管大部分内设机构。
- 部长
  - 副部长
  - 秘书长
    - 秘书长直属
      - 发展处
      - 政策及国际关系处
      - 法律顾问办公室
      - 内部审计科
      - 组织通讯科（公关科）
      - 廉政科
      - 政策监察科

    - 副秘书长（管理）
      - 人力资源处
      - 行政服务处
      - 工作能力发展处
      - 信息管理处
      - 培训管理处

    - 副秘书长（财务）
      - 采购及私人化处
      - 财务处
      - 会计处

    - 卫生总监
      - 副卫生总监（医疗）
        - 医疗发展处
        - 医疗实践处
        - 综合健康科学处
        - 护理处
        - 传统及辅助医疗处

      - 副卫生总监（公共卫生）
        - 家庭卫生发展处
        - 疾病管制处
        - 公共卫生发展处
        - 卫生教育处
        - 饮食处

      - 高级总监（口腔卫生）
        - 口腔卫生政策及策略规划处
        - 口腔卫生护理处
        - 口腔实践及发展处
        - 马来西亚牙医理事会

      - 高级总监（药品服务）
        - 药品医药规章处
        - 药品实践及发展处
        - 药品政策及策略规划处
        - 药品执法处
        - 马来西亚药品局

      - 副卫生总监（研究与技术支持）
        - 规划处
        - 工程服务处
        - 医疗辐射监管处
        - 国家卫生研究院（NIH）

      - 高级总监（食品安全及品质）
        - 政策、策略规划及标准法典处
        - 工业规定及发展处
        - 食品分析师理事会
        - 国家食品安全中心（NCFS）

以及15个州卫生局（13个州卫生局、吉隆坡及布城卫生局、纳闽卫生局）和各县卫生局。

### 附属法定机构
1. 马来西亚卫生推广局（LPKM）
2. 医疗器械管理局（PBPP）
3. 马来西亚医药理事会（MPM）
4. 马来西亚医疗旅游理事会（MHTC）

### 附属研究院
1. 卫生习惯研究院（IPTK）
2. 国家癌症研究院（IKN）
3. 卫生研究院（IKU）
4. 卫生管理研究院（IPK）
5. 医疗研究院（IPP）
6. 卫生系统研究院（IPSK）
7. 呼吸系统医疗研究院（IPR）
8. 国家血库中心（PDN）
9. 国家麻风管制中心（PKKN）
10. 临床研究中心（CRC）
11. 马来西亚儿童牙科中心（PPKKKLPM）
12. 核能及放射性治疗中心（PPNR）